# Dirk Kreimer
Dirk Kreimer (* 12. Juli 1960) ist ein deutscher mathematischer Physiker.

## Leben
Kreimer promovierte 1992 an der Johannes-Gutenberg-Universität Mainz (Dimensionale Regularisierung im Standardmodell). Er ist als Forscher am Institut des Hautes Études Scientifiques (IHES) bei Paris und Professor an der Boston University. 2010 wurde er auf eine Alexander-von-Humboldt-Professur am geplanten Interdisziplinären Zentrum für Mathematische Physik der Humboldt-Universität Berlin (Adlershof) berufen.
Kreimer wurde in den 1990er-Jahren für seine Arbeiten über Hopf-Algebra-Strukturen in der Renormierungstheorie von Quantenfeldtheorien bekannt, teilweise in Zusammenarbeit mit Alain Connes. Die Arbeiten ordnen sich auch in das Theoriegebäude der nicht-kommutativen Geometrie von Connes ein.
Er untersuchte auch die Anwendung weiterer mathematischer Konzepte wie Knotentheorie, gemischte Hodge-Strukturen (Mixed Hodge Structures), Polylogarithmen in der Störungstheorie renormierbarer Quantenfeldtheorien. Kreimer meint auch (im Gegensatz zur herkömmlichen Meinung) Hinweise auf die Renormierbarkeit der Quantengravitation gefunden zu haben (2008).

## Schriften
- Knots and Feynman Diagrams. Cambridge University Press, 2000
- Factorization in Quantum Field Theory: an exercise in Hopf algebras and local singularities. In: Pierre Cartier u. a.: Frontiers in Number Theory, Physics and Geometry. Band 2. Springer Verlag 2007
- New mathematical structures in renormizable quantum field theories. 2002, arxiv:hep-th/0211136